# Trận rừng d'Elville
Trận rừng d'Elville từ ngày 14 tháng 7 cho đến ngày 3 tháng 9 năm 1916, là một cuộc giao chiến trong trận Somme thời Chiến tranh thế giới thứ nhất. Trận đánh đã diễn ra giữa quân đội Đế quốc Đức với các lực lượng liên hợp của Anh Quốc và đế quốc Anh. Rừng d'Elville nằm về hướng đông bắc thị trấn Longueval ởkhu hành chính Somme tại miền bắc nước Pháp. Sau hai tuần tàn sát kể từ khi Chiến dịch tấn công Somme bùng nổ, tình hình đã cho thấy rằng một cuộc đột phá chiến tuyến của cả phe Hiệp ước lẫn Đức là không thể thực hiện và chiến dịch tấn công của người Anh đã trở nên tập trung vào việc đánh chiếm những thị trấn nhỏ, rừng hay một điểm mốc nào đó đem lại cho hai bên lợi thế về mặt chiến thuật: từ đây họ sẽ khai pháo binh hoặc là phát động thêm những cuộc tấn công.
Rừng d'Elville là một địa điểm như vậy, do đó nó có tầm quan trọng đối với các lực lượng Đức và Đồng minh. Như một phần của chiến dịch tấn công lớn đã khởi đầu vào ngày 4 tháng 7, Đại tướng Douglas Haig, Tư lệnh Lực lượng Viễn chinh Anh (British Expeditionary Force) đã dự kiến củng cố sườn phải của quân đội ông, trong khi trung quân tiến chiếm rừng Bois des Fourcaux – khu vực cao hơn ở giữa chiến tuyến của ông. Và, rừng d'Elville là trận đánh để củng cố sườn phải của Haig. Trận đánh đã đạt được mục tiêu của mình và được xem là một thắng lợi chiến thuật của quân đội Đồng minh. Tuy nhiên, đây là một trong những cuộc chạm trán đẫm máu nhất trong Chiến dịch Somme, với thiệt hại nặng nề cho cả hai bên tham chiến. Chiến thắng chiến thuật tại rừng d'Elville cần phải được đối chiếu với những tổn thất mà quân Đồng minh phải hứng chịu cũng như sự thật là bước tiến của quân Anh về phía bắc chỉ đem lại cho họ những thắng lợi nhỏ nhoi vào cuối trận đánh.
Trận đánh này đóng vai trò đặc biệt quan trọng đối với Nam Phi, vì đây là trận đánh lớn đầu tiên có sự tham gia của Lữ đoàn Bộ binh số 1 của Nam Phi trên Mặt trận phía Tây. Tỷ lệ thiệt hại của lữ đoàn này là rất lớn, có thể so sánh với thiệt hại của các tiểu đoàn khối Hiệp ước trong ngày đầu tiên của chiến dịch Somme. Trên Mặt trận phía Tây, các đơn vị thường được xem là không còn khả năng tác chiến nếu thiệt hại của họ đã lên đến 30% và phải họ phải rút lui một khi hứng chịu mức độ thương vong này. Mặc dù bị tổn thất tới 80% binh lực, Lữ đoàn Nam Phi đã giữ được rừng Delville theo thượng lệnh. Cuộc chiến này đã được miêu tả là "...trận đánh đẫm máu nhất của địa ngục năm 1916.", và thanh danh của các lực lượng Nam Phi đã được lan truyền trên khắp đế quốc Anh sau trận đánh.

Ngày nay, d'Elville là một khu rừng được bảo tồn, với những tàn tích có thể thấy được của các chiến hào trong chiến tranh, một viện bảo tàng và khu tưởng niệm (Delville Wood Commonwealth War Graves Commission Cemetery) những người lính Nam Phi đã tử trận.

## Chú giải
1. ↑  "The Western Front Association (WFA)". tr. Order of Battle for The Somme July – November 1916. Bản gốc lưu trữ ngày 26 tháng 1 năm 2013. Truy cập ngày 16 tháng 12 năm 2012.
2. ↑  Sheldon (2007) pg. 115
3. ↑  Liddell-Hart (1970) p.324
4. ↑  Eric Anderson Walker (1963), trang 729
5. ↑  "THE BATTLE OF DELVILLE WOOD - South African Military History Society - Journal". Samilitaryhistory.org. Truy cập ngày 12 tháng 12 năm 2012.
6. ↑  "Delville Wood". Delville Wood. Truy cập ngày 12 tháng 12 năm 2012.
7. ↑  todayisfree.com. "→ Longueval Delville Wood Somme 1916". Terresdememoire.com. Bản gốc lưu trữ ngày 13 tháng 1 năm 2008. Truy cập ngày 12 tháng 12 năm 2012.
8. ↑  "World War One Battlefields: The Somme: Delville Wood". Ww1battlefields.co.uk. Truy cập ngày 12 tháng 12 năm 2012.